# Ján Podolák
Ján Podolák (17. května 1926, Dolná Súča – 15. února 2017) byl slovenský etnolog, vysokoškolský pedagog, autor vědeckých monografií a článků, zakladatel několika etnologických institucí na Slovensku.
Oblastí jeho výzkumů jsou tradiční formy zemědělství, pastevecké kultury v Karpatech a na Balkánském poloostrově, slovenské menšiny žijící v zahraničí, neslovenské národnostní menšiny žijící na Slovensku, etnokulturní procesy na Slovensku a střední Evropě, dějiny národopisné vědy.

## Život

### Vzdělání a kvalifikace
- 1932–1938: Ľudová škola v Dolní Súči
- 1938–1946: Gymnázium piaristů v Trenčíně
- 1946–1949: dlouhodobá pracovní neschopnost
- 1949–1951: Filozofická fakulta Slovenské univerzity v Bratislave, studium oboru národopis – dějepis
- 1952: PhDr. (z národopisu) na Filozofické fakultě Slovenské univerzity
- 1961: CSc. (kandidát historických věd) v Národopisném ústavu SAV
- 1964: doc. (docent slovanského národopisu), habilitace na externího docenta na Filozofické fakultě Univerzity Komenského
- 1986: DrSc. (doktor historických věd) na Filozofické fakultě UK
- 1991: prof. profesor národopisu, inaugurace na Masarykově univerzitě v Brně
- 2008: Dr. h. c. Univerzita sv. Cyrila a Metoda v Trnavě
- 2014: professor emeritus – Univerzita sv. Cyrila a Metoda v Trnavě[1]

### Pracoviště
- 1951–1952: Filozofická fakulta Slovenské univerzity v Bratislavě, asistent Národopisného semináře
- 1952–1966: Národopisný ústav Slovenské akademie věd, Bratislava: Spoluzakladatel ústavu, zástupce ředitele a vědecký tajemník (1952-60), vědecký pracovník
- 1953: Spoluzakladatel časopisu SAV „Slovenský národopis“, do roku 1960 funkce výkonného redaktora
- 1958: Spoluzakladatel Slovenské národopisné společnosti (tajemník přípravného výboru)
- 1959: Spoluzakladatel Mezinárodní komise pro výzkum lidové kultury v Karpatech, do roku 1971 její generální tajemník

Po celé období (1952 až 66) pedagogicky působil na Filozofické fakultě Univerzity Komenského, na základě čehož byl v roce 1964 habilitován jako externí docent slovanského národopisu.
- 1966–1991: Filozofická fakulta Univerzity Komenského
- 1966–1968: Katedra archeologie, dějin umění a etnografie. Oddělení národopisu, docent
- 1968: Zakladatel Kabinetu etnologie na FIF UK v Bratislave, vedoucí kabinetu. Odvolán po udělení Herderovy ceny (1974)
- 1968: Zakladatel mezinárodního semináře terénní praxe etnologů evropských univerzit Seminarium ethnologicum, ředitel semináře. Odvolaný po udělení Herderovy ceny.
- 1969: Zakladatel Katedry etnografie a folkloristiky (jako samostatného pracoviště) na FIF UK v Bratislavě, vedoucí katedry. Odvolán v roce 1970 z politických důvodů. Po udělení Herderovy ceny (1974) zákaz pedagogického působení.
- 1969: Zakladatel mezinárodního orgánu slovanských etnografů – periodika Ethnologia slavica (v anglickém, německém resp. francouzském jazyce) a do roku 1996 hlavní redaktor (27 ročníků).
- 1991: Odchod do důchodu
- 1991–1993: Matica slovenská v Martině, vědecký pracovník
- 1992: Obnovitel Národopisného odboru Matice slovenské, předseda odboru
- 1993–1994: Kancelář prezidenta Slovenské republiky, prezidentský poradce pro politiku menšin
- 1994–1997: Národopisný odbor Matice slovenské, předseda odboru
- od roku 1997 do současnosti: Univerzita sv. Cyrila a Metoda v Trnavě
- 1997: Zakladatel Katedry etnologie na UCM v Trnavě a do roku 2004 její vedoucí
- 1999–2002: Rektor Univerzity sv. Cyrila a Metoda v Trnavě
- 2007–2017: Externí vědecko-pedagogický pracovník na Katedře etnologie a mimoevropských kultur UCM v Trnavě. Od 1. prosince 2014 jako emeritní profesor.[1]

## Publikační činnost
Ján Podolák je autorem, spoluautorem, resp. vedoucím autorského kolektivu 25 knižních publikací a 471 bibliografických titulů vědeckých studií, příspěvků a jiných odborných prací publikovaných ve slovenských i zahraničních periodikách a sbornících. V zahraničí publikoval v Maďarsku, Polsku, Rakousku, Bulharsku, Rusku, Německu, Velké Británii a v USA.
Je autorem mnoha studií v oblasti agrikultury na Slovensku a zejména monografie „Tradičné poľnohospodárstvo na Slovensku“. Studie vydané na Slovensku i v zahraničí na téma pastevecké kultury v Karpatech a na Balkáně, etnický charakter valašské kolonizace a zvláště monografie „Tradičné ovčiarstvo na Slovensku“.
Porovnávací studie z karpatsko-balkánskeho areálu (na základě terénních výzkumů v regionech Polska, Ukrajiny, Rumunska, Srbska, Černé Hory, Makedonie, Bulharska a gruzínského Kavkazu).
Příspěvky o Slovácích v zahraničí – na základě výzkumů v Polsku, Maďarsku, Chorvatsku, Jugoslávii a Rakousku.

### Knihy
autor, spoluautor nebo editor
- Dolná Súča. Etnografická monografia dediny. Část I. Materiálna kultúra. Rukopis doktorské dizerační práce. Filozofická fakulta Univerzity Komenského. Bratislava 1952. 237 s. 108 obr.
- Banícka dedina Žakarovce. Ed. J. Mjartan. Bratislava 1956, rus., něm., ang. – J. Podolák: Poľnohospodárstvo (v Žakarovciach). (Die Landwirtschaft v Žakarovciach), s. 63-122
- J. Podolák: Zehn Jahre slowakischer Volkskunde. překlad Edith Langer. München 1958, s. 32.
- Spôsoby chovu hospodárskych zvierat. Návod na etnografický výskum (Les Formes Traditionelle de l Elevage du Betail – Précis pour les Recherches Ethnographiques). Bratislava 1962. 182 s. – Edice Slovenské národopisné společnosti při SAV. Sv. 3, Rad1,
- Pastierstvo v oblasti Vysokých Tatier. Bratislava 1967. 128 s. Klenotnica slovenskej ľudovej kultúry, sv. I.
- Československá vlastivěda, díl III. Lidová kultura. Ed. A. Melicherčík. Praha 1968. J. Podolák: Zemědělství, s. 392 – 416
- Horehronie I. – Kultúra a spôsob života ľudu. Ľudové zamestnanie. Ved. redak. Ján Podolák. Bratislava 1969. – J. Podolák: Poľnohospodárstvo a pastierstvo (Landwirtschaft und Hirtenwesen), s. 15 – 173. něm., franc. res. – Odměněno cenou SAV.
- Viehwirtschaft und Hirtenkultur. Ethnographische Studien. Ed. Lászlo Földes. Budapest 1969. – J. Podolák: Die Überwinterung auf den Salaschen im Berggebiet der Mittelslowakei, s. 323 – 344.
- Etnografický atlas Slovenska – Projekt a dotazník. Ed. S. Kovačevičová. Bratislava 1970. J. Podolák: Pastierstvo a chov dobytka. (Hirtenwesen und Viehzucht), Díl B, Dotazník I, s. 179 – 267, J. Podolák (spoluaut.) Poľnohospodárstvo (Landwirtschaft), s.15 – 178, J. Podolák (spoluaut.) Transport, s. 273 – 312.
- Die slowakische Volkskultur. Ed. E. Horváthová a V. Urbancová. Bratislava 1972. – J. Podolák: Traditionelle Formen der Landwirtschaft, s. 13 – 37. Methoden der Viehzucht, s. 38 – 51.
- Getreidebau in Ost –  und Mitteleuropa. Ed. I. Balassa. Budapest 1972. – J. Podolák: Alte Rodungsverfahren und Brandwirtschaft in der Slowakei, s. 143 – 177.
- Zamagurie. Národopisná monografia oblasti. Sest. a redig. Ján Podolák. Košice 1972. 315 s.
- Land Transport in Europa. Ed. A. Fenton, J. Podolák a H. Rasmussen. Copenhagen 1973, s. 514.
- Vajnory. Vlastivedná monografia. Sest. Ján Podolák. Bratislava 1978. 476 s.
- Tradičné ovčiarstvo na Slovensku. (Traditionelle Schafzucht in der Slowakei.) Bratislava 1982.
- Polomka. Ed. J. Hozák. Martin 1982. – J. Podolák: Tradičné spôsoby získavania obživy (Traditionelle Weisen der Ernährungssicherung), s. 216 – 243.
- Horná Cirocha. Vlastivedná monografia zátopovej oblasti. Aut.: Ján Podolák a kol. Košice 1985. 621 s. – J. Podolák: Pestovanie poľnohospodárskych plodín (Cultivation of agricultural plants), s. 125 – 195.
- Záhorská Bratislava. Vlastivedná monografia Devínskej Novej Vsi, Dúbravky, Lamača a Záhorskej Bystrice. Sest. Ján Podolák. Bratislava 1986. 360 s.
- Rača. Vlastivedná monografia. Sest. Ján Podolák. Sest. obr. části Magdaléna Paríková. Bratislava 1989. 308 s.
- Etnografický atlas Slovenska (Ethnographischer Atlas der Slowakei). Ed. S. Kovačevičová. Bratislava 1990. – J. Podolák: Chov hospodárskych zvierat (Viehzucht) a Teritoriálno-hospodárska organizácia
- Ján a Alojz Podolák: Hirten und Herden – Schafhaltung in der Slowakei. Katalog výstavy. Kittsee (Rakousko) 1991, 88 s.
- Die traditionelle Schafhaltung in der Slowakei. (Studia folkloristica et ethnographica, 31). Debrecen 1992. 110 s.
- Etnokultúrny vývoj na južnom Slovensku: Na území medzi dolným Váhom a Ipľom. (Die etnokulturelle Entwicklung in der Südslowakei). Bratislava 1992. 172 s.
- Výskum etnokultúrneho vývoja v okrese Komárno – Ciele, problémy a východiská (Forschung etnokultureller Entwicklung – Ziele, Probleme, Ausgangspunkte), s. 5 – 12
- Poľnohospodárski kolonisti na okolí Hurbanova (Landwirtschaftliche Kolonisten in der Umgebung von Hurbanovo), s. 115 – 119
- J. Podolák – M. Paríková: Stručná charakteristika skúmaných obcí (Kurze Charakteristik erforschter Gemeinden), s. 41 – 54.
- Ethnographic Atlas of Slovakia. Translations and explanations of textes. Ed. S. Kovačevičová. Bratislava 1994. – J. Podolák: III. Livestock Production, s. 62 – 67.
- Encyklopédia ľudovej kultúry Slovenska I – II. (Enzyklopedie der Volkskultur in der Slowakei.) Ed. Ján Botík a Peter Slavkovský. Bratislava 1995. – J. Podolák autor hesel v částech Teória a dejiny národopisnej vedy a Materiálna kultúra.
- J. Podolák a kol.: Heľpa. Vlastivedná monografia obce. Martin 1999. 251 s.
- Tradičné poľnohospodárstvo na Slovensku. (Traditionelle Landwirtschaft in der Slowakei). ASCO art and science. Bratislava 2008. 440 s.
- Ján Podolák, Katarína Nováková a kol.: Ružindol. Vlastivedná monografia obce. Vydala obec Ružindol a Katedra etnológie a mimoeurópskych štúdií UCM v Trnave 2009. 206 s.
- Ján Podolák (ed.): Dolná Súča. Vlastivedná monografia obce. Vydala obec Dolná Súča. 2011. 412 s.
- J. Novák, J. Podolák, I. Zuskinová, M. Margetín: Po stopách valachov v Karpatoch (Monografia). Tribun EU, s.r.o. Brno 2013. 280 s.[3]

## Ocenění
- Mezinárodní „Herderova cena“, Univerzita Vídeň, 1974 („za vědecký přínos a příspěvek k mírovému spolužití“).
- „Cena města Bratislavy“ (za kolektivní monografie příměstských obcí Bratislavy), 80. léta 20. století
- „Národná cena Slovenskej republiky“. Udelila SNR 1991, člen kolektivu autorů Etnografického atlasu Slovenska.
- „Cena vlády Slovenskej republiky“ za dílo Encyklopédia ľudovej kultúry Slovenska, 1995, člen kolektivu.
- „Cena G. Pitrého“, Institut antropologie Univerzity Palermo, 1969 a 1995, člen kolektivu. „Stříbrná medaile Univerzity Komenského“. Bratislava 1996.
- „Pamätná medaila prezidenta Slovenskej republiky“ (za výsledky v oblasti vědy), 1996.
- „Cena Jána Mjartana“, Národopisný odbor Matice slovenské, 1996.
- „Pamätná medaila Matice slovenskej“ (za dlouholeté výzkumy o Slovácích v zahraničí), 1996.
- Čestné občanství obce Heľpa, 1999, (za výzkumy a sestavení monografie obce Heľpa).
- Čestné občanství obce Dolná Súča, 2006, (za dlouhodobý kontinuální výzkum obce).
- „Veľká medaila sv. Gorazda“ („za celoživotní práci na rozvoji slovenského vysokého školství a výrazný podíl při budování UCM v Trnavě“). Ministr školství SR, 2002.
- „Cena Ľudovíta Nováka za oblasť spoločenských vied“, Matica slovenská, 2006
- „Zlatá medaila Univerzity sv. Cyrila a Metoda v Trnave“, Trnava 2006
- Státní vyznamenání „Řád Ľudovíta Štúra“. Udělil prezident SR, 2006
- „Zlatá medaila sv. Cyrila a Metoda“, Matica slovenská 2013, za celoživotní přínos v oblasti historických věd[1]

## Osobní život
První manželkou Jána Podoláka byla Magdaléna roz. Hrabovcová (1933–1971), pracovala jako zodpovědná redaktorka ve vydavatelství Tatran. Současná manželka Katarína roz. Pálková (* 1943), doc. PhDr. CSc., poslední pracoviště Filozofická fakulta UK v Bratislavě, vedoucí Katedry kulturologie.
Synové Peter (* 1955), RNDr. CSc., vědecký pracovník Geografického ústavu SAV v Bratislavě; Andrej (* 1974), Ing., elektrotechnik, odborný pracovník vývoje a výzkumu v Norimberku.